# Copa América 1975
Die Copa América 1975 war die 30. Auflage der südamerikanischen Kontinentalmeisterschaft im Fußball und fand vom 17. Juli bis 28. Oktober nach achtjähriger Pause, erstmals unter dieser Bezeichnung, statt. Zum ersten Mal waren alle zehn Mitglieder der CONMEBOL am Start.
Wieder gab es eine Änderung im Austragungsmodus. Erstmals gab es kein Turnier im Ligasystem in einem Land, sondern es wurde erstmals in einer Kombination aus Gruppenphase und K.-o.-System mit Hin- und Rückspiel gespielt. Die Vorrunde bildeten drei Gruppen mit je drei Teilnehmern. Die drei Gruppensieger erreichten das Halbfinale, während Uruguay als Titelverteidiger automatisch für das Halbfinale qualifiziert war. Bei Punktgleichheit entschied das Torverhältnis, war dieses auch gleich, das Los. Durch diese Regel erreichte Peru das Finale. Im Finale wurde bei Punktgleichheit nach Hin- und Rückspiel ein Entscheidungsspiel auf neutralem Platz ausgetragen, was auch notwendig war. Dieser Modus wurde auch für die nächsten beiden Wettbewerbe 1979 und 1983 beibehalten. Mit 1,028 Millionen Zuschauern gab es den zweitbesten Besuch aller bisherigen Turniere und zum vierten Mal überhaupt über eine Million, wenngleich der Rekord aus dem Jahre 1945 bestehen blieb.
Peru errang seinen zweiten Titel bei der Copa América nach 1939.

## Gruppenphase

### Gruppe A
| Pl. | Land        | Sp. | S | U | N | Tore    | Diff. | Punkte |
| --- | ----------- | --- | - | - | - | ------- | ----- | ------ |
| 1.  | Brasilien   | 4   | 4 | 0 | 0 | 013:100 | +12   | 08:0   |
| 2.  | Argentinien | 4   | 2 | 0 | 2 | 017:400 | +13   | 04:40  |
| 3.  | Venezuela   | 4   | 0 | 0 | 4 | 001:260 | −25   | 0:80   |

|                                                          |   |             |            |
| 31. Juli 1975 in Caracas (Estadio Olímpico)              |   |             |            |
| Venezuela                                                | – | Brasilien   | 0:4 (0:1)  |
| 3. August 1975 in Caracas (Estadio Olímpico)             |   |             |            |
| Venezuela                                                | – | Argentinien | 1:5 (1:3)  |
| 6. August 1975 in Belo Horizonte (Estádio Mineirão)      |   |             |            |
| Brasilien                                                | – | Argentinien | 2:1 (1:1)  |
| 10. August 1975 in Rosario (Estadio Gigante de Arroyito) |   |             |            |
| Argentinien                                              | – | Venezuela   | 11:0 (4:0) |
| 13. August 1975 in Belo Horizonte (Estádio Mineirão)     |   |             |            |
| Brasilien                                                | – | Venezuela   | 6:0 (3:0)  |
| 16. August 1975 in Rosario (Estadio Gigante de Arroyito) |   |             |            |
| Argentinien                                              | – | Brasilien   | 0:1 (0:1)  |

### Gruppe B
| Pl. | Land     | Sp. | S | U | N | Tore    | Diff. | Punkte |
| --- | -------- | --- | - | - | - | ------- | ----- | ------ |
| 1.  | Peru     | 4   | 3 | 1 | 0 | 008:300 | +5    | 07:10  |
| 2.  | Chile    | 4   | 1 | 1 | 2 | 007:600 | +1    | 03:50  |
| 3.  | Bolivien | 4   | 1 | 0 | 3 | 003:900 | −6    | 02:60  |

|                                                         |   |          |           |
| 17. Juli 1975 in Santiago (Estadio Nacional de Chile)   |   |          |           |
| Chile                                                   | – | Peru     | 1:1 (1:0) |
| 20. Juli 1975 in Oruro (Estadio Jesús Bermúdez)         |   |          |           |
| Bolivien                                                | – | Chile    | 2:1 (0:1) |
| 27. Juli 1975 in Oruro (Estadio Jesús Bermúdez)         |   |          |           |
| Bolivien                                                | – | Peru     | 0:1 (0:1) |
| 7. August 1975 in Lima (Estadio Nacional)               |   |          |           |
| Peru                                                    | – | Bolivien | 3:1 (2:0) |
| 13. August 1975 in Santiago (Estadio Nacional de Chile) |   |          |           |
| Chile                                                   | – | Bolivien | 4:0 (1:0) |
| 20. August 1975 in Lima (Estadio Alejandro Villanueva)  |   |          |           |
| Peru                                                    | – | Chile    | 3:1 (3:0) |

### Gruppe C
| Pl. | Land      | Sp. | S | U | N | Tore    | Diff. | Punkte |
| --- | --------- | --- | - | - | - | ------- | ----- | ------ |
| 1.  | Kolumbien | 4   | 4 | 0 | 0 | 007:100 | +6    | 08:0   |
| 2.  | Paraguay  | 4   | 1 | 1 | 2 | 005:500 | ±0    | 03:50  |
| 3.  | Ecuador   | 4   | 0 | 1 | 3 | 004:100 | −6    | 01:70  |

|                                                            |   |           |           |
| 20. Juli 1975 in Bogotá (El Campin)                        |   |           |           |
| Kolumbien                                                  | – | Paraguay  | 1:0 (0:0) |
| 24. Juli 1975 in Guayaquil (Estadio Modelo)                |   |           |           |
| Ecuador                                                    | – | Paraguay  | 2:2 (1:2) |
| 27. Juli 1975 in Quito (Estadio Olímpico Atahualpa)        |   |           |           |
| Ecuador                                                    | – | Kolumbien | 1:3 (1:1) |
| 30. Juli 1975 in Asunción (Estadio Defensores del Chaco)   |   |           |           |
| Paraguay                                                   | – | Kolumbien | 0:1 (0:1) |
| 7. August 1975 in Bogotá (El Campin)                       |   |           |           |
| Kolumbien                                                  | – | Ecuador   | 2:0 (2:0) |
| 10. August 1975 in Asunción (Estadio Defensores del Chaco) |   |           |           |
| Paraguay                                                   | – | Ecuador   | 3:1 (1:1) |

## Halbfinale
|                                                  |   |           |           |
| 21. September 1975 in Bogotá (El Campin)         |   |           |           |
| Kolumbien                                        | – | Uruguay   | 3:0 (0:0) |
| 1. Oktober 1975, Montevideo (Estadio Centenario) |   |           |           |
| Uruguay                                          | – | Kolumbien | 1:0 (1:0) |

|                                                         |   |           |           |
| 30. September 1975 in Belo Horizonte (Estádio Mineirão) |   |           |           |
| Brasilien                                               | – | Peru      | 1:3 (0:1) |
| 4. Oktober 1975 in Lima (Estadio Alejandro Villanueva)  |   |           |           |
| Peru*                                                   | – | Brasilien | 0:2 (0:1) |

* Peru durch Losentscheid im Finale.

## Finale
|                                             |   |           |           |
| 16. Oktober 1975 in Bogotá (El Campin)      |   |           |           |
| Kolumbien                                   | – | Peru      | 1:0 (1:0) |
| 22. Oktober 1975 in Lima (Estadio Nacional) |   |           |           |
| Peru                                        | – | Kolumbien | 2:0 (2:0) |

### Entscheidungsspiel
|                                                |   |      |           |
| 28. Oktober 1975 in Caracas (Estadio Olímpico) |   |      |           |
| Kolumbien                                      | – | Peru | 0:1 (0:1) |

## Beste Torschützen
| Rang | Spieler         | Tore |
| ---- | --------------- | ---- |
| 1    | Leopoldo Luque  | 4    |
|      | Ernesto Díaz    | 4    |
| 3    | Mario Kempes    | 3    |
|      | Mario Killer    | 3    |
|      | Ovidio Mezza    | 3    |
|      | Danival         | 3    |
|      | Nelinho         | 3    |
|      | Palhinha        | 3    |
|      | Roberto Batata  | 3    |
|      | Juan Oblitas    | 3    |
|      | Oswaldo Ramírez | 3    |